# Уса-Степановка
Уса-Степановка (баш. Уҫы-Степановка) — деревня  в Благовещенском районе Республики Башкортостан Российской Федерации. Входит в состав  Октябрьского сельсовета.

## География
Стоит на реке Уса.

### Географическое положение
Расстояние до:
- районного центра (Благовещенск): 62 км,
- центра сельсовета (Осиповка): 15 км,
- ближайшей ж/д станции (Загородная): 80 км.

## История
Основан в первой половине XIX века  на вотчинных землях башкир Ельдякской волости. Поселенцами стали русские государственные крестьяне из Пермской губернии. 
Сначала Усы-Степановки входила в Ново-Троицкую волость государственных крестьян с центром в селе Ново-Троицкое (ныне в Мишкинском районе РБ), но еще до великих реформ Александра II крестьяне деревни образовывали одноименное сельское общество. Последняя ревизия зафиксировала 175 душ мужского пола.
В 1862 году была освящена деревянная церковь во имя Святых Апостолов Петра и Павла. Среди крестьян села было много Поспеловых, Жилиных, Сапегиных, Смоляковых, Ермаковых, Бусыгиных. Также в селе проживали Кочергины, Ермаковы, Ширинкины, Хабаровы, Хохряковы, Накаряновы, Пироговы, Трясины, Шумихины и другие. В 1870 году в селе насчитывалось 84 двора и 452 человека, в этому времени Усы-Степановка уже являлась волостным центром. Кроме церкви в селе были отмечены две водяные мельницы, кожевенный завод и училище. По поводу первого учебного заведения в селе возникает вопрос, Златоверховников пишет о том, что земская школа открылась только в 1891 году. По сведениям того же 1891 года, приходским священником в Усы-Степановке был Аркадий Михайлович Карпинский.
В 1895 году в селе насчитывалось 120 дворов и 526 человек, были отмечены хлебозапасный магазин, мукомольная водяная мельница, две бакалейные лавки, две мануфактурные лавки, казенная винная лавка, торговые и ярмарочные ряды. Ярмарки проходили два раза в год – 29 июня и 26 ноября базар работал по пятницам. Приход Петропавловской церкви в конце XIX века состоял из села и четырех деревень с общим населением в 1518 человек.
В адрес-календарях Уфимской губернии упоминается Усы-Степановка кредитное товарищество. К 1913 году членами правления значились: Петр Максимович Балахнин (он же одновременно занимал пост волостного старшины), Андрей Спиридонович Смоляков и Шуматбай Мурзанаевич Черемисин (любопытный случай – фамилия происходит от этнической принадлежности). К 1916 году председателем правления был А. Губеев, членами правления значились Алексей Васильевич Шабарчин и Василий Дмитриевич Хабаров, членами совета – Таймур Баймурзин и Андрей Жилин, счетоводом служил Я.Ташбулатов.
Приходским священником Петропавловской церкви в начале XX века был Иван Платонович Ардашев, затем с 1914 года – Василий Алексеевич Иванов.
Еще в 1912 году в Усы-Степановке намечалось открытие межуездного врачебного участка. Во время Первой мировой войны в селе появилась амбулатория, но первое время она не могла функционировать за неимением необходимых лекарств.
В 1917 году в селе насчитывалось 130 домохозяйств и 764 человека, включая 13 семей посторонних (не считая лиц духовного звания). В графе сословие у большинства жителей села указано «бывшие государственные крестьяне» - это спустя полвека после упразднения соответствующей категории крестьян. Кроме сельских обывателей в Усы-Степановке проживали семьи священника, псаломщика, а также Людмила Владимировна Кибардина.
С советских времен село относится к Октябрьскому сельсовету, причем в 1930-е годы Уса-Степановка была административным центром сельсовета. Во время коллективизации в Уса-Степановке (название села изменилось на одну букву) был образован колхоз «Коминтерн», просуществовавший до начала 1950-х. В 1950-е годы Уса-Степановка входила в колхоз имени Жданова, а в 1957 году вошла в состав совхоза «Полянский». В 1951 году на реке Уса заработала небольшая гидроэлектростанция. В  нескольких десятилетий в селе работала сельская участковая больница. Что касается храма, то в 1930-е годы он был закрыт, но после войны вновь стал функционировать. В начале 1960-х годов приходским священником в селе служил Василий Степанович Гундяев – дед нынешнего патриарха Кирилла. Он пытался противостоять окончательному закрытию храма, но безуспешно. Здание церкви сгорело в 1970-е годы. 

## Население
| 2002 | 2009 | 2010 |
| ---- | ---- | ---- |
| 29   | ↗37  | ↗57  |

Согласно переписи 2002 года, преобладающая национальность — марийцы (83 %).

### Историческая численность населения
Динамика населения: в 1939 году  447 человек, в 1959 – 230, в 1969 – 196, в 1989 – 47, в 2010 – 57 жителей.

## Достопримечательности
В Усе-Степановке расположен Успенский Свято-Георгиевский мужской монастырь «Святые Кустики» на месте уничтоженного Георгиевского женского монастыря «Святые Кустики».
4 июня 2016 года деревню посетил Патриарх Кирилл, который освятил памятный крест на месте Петропавловского храма, последнего место служения своего деда иерея Василия Стефановича Гундяева (1959—1962).